# دورة فرنسا المفتوحة 1997
قائمة بطولات دورة رولان غاروس لعام 1997:

## الكبار

### فردي رجال
غوستافو كويرتين 1 هزم  سيرجي بروغيرا, النتيجة:6-3, 6-4, 6-2
1 أصبح اللاعب كويرتين ثاني لاعب غير مصنف يفوز باللقب بعد (ماتس ويلندر في عام 1982)

### فردي سيدات
إيفا ماجولي هزمت  مارتينا هينغيز, النتيجة:6-4, 6-2

### زوجي رجال
سفينجي كافلينكوف () ودانييل فاكيك () هزما تود وودبريدج ومارك وودفورد (), النتيجة:7-6, 4-6, 6-3

### زوجي سيدات
جيجي فيرنانديز () وناتاليا زفيريفا () هزمتا ماري جو فيرنانديز وليزا رايموند (), النتيجة:6-2, 6-3

### زوجي مختلط
رايكا هايراكي () وماهش بوباثي () هزما ليزا رايمند وباتريك غالبرايث (), النتيجة:6-4, 6-1

## الشباب

### فردي أولاد
دانييل إلزنر () هزم لويس هورنا (), النتيجة:6-4, 6-4

### فردي بنات
جوستين هنين () هزمت كارا بلاك (), النتيجة:4-6, 6-4, 6-4

### زوجي أولاد
خوسيه دي أرماس () ولويس هورنا () هزما أرناود دي باسكوالي وجوليان جينبيري (), النتيجة:6-4, 2-6, 7-5

### زوجي بنات
كارا بلاك () وإيرينا سيلوتينا () هزمتا ماجا ماتيفزيك () وكاترينا سريبوتنك (), النتيجة:6-0, 5-7, 7-5